# Seven de Canadá 2017
El Seven de Canadá 2017 fue la segunda edición del Seven de Canadá y la sexta etapa de la Serie Mundial de Rugby 7 2016-17. Se realizó durante los días 11 y 12 de marzo de 2017 en el Estadio BC Place de Vancouver (Canadá).
La sexta etapa del circuito quedó en manos de Inglaterra que superó a Sudáfrica en la final por 19 a 7 logrando así la segunda etapa de esta temporada.

## Formato
Se dividen en cuatro grupos de cuatro equipos, cada grupo se resuelve con el sistema de todos contra todos a una sola ronda; la victoria otorga 3 puntos, el empate 2 y la derrota 1 punto.
Los dos equipos con más puntos en cada grupo avanzan a cuartos de final de la Copa de Oro. Los cuatro ganadores avanzan a semifinales de la Copa de Oro, y los cuatro perdedores a semifinales de la Copa de Plata.
Los dos equipos con menos puntos en cada grupo avanzan a cuartos de final de la Copa de Bronce. Los cuatro ganadores avanzan a semifinales de la Copa de Bronce, y los cuatro perdedores a semifinales de la Copa Shield.

## Equipos participantes
Como selección invitada se suma Chile al haber finalizado en el tercer puesto (primero de los equipos no clasificados en el circuito) del Sudamérica Rugby Sevens disputado en Punta del Este (Uruguay) y Viña del Mar (Chile).
| - Argentina - Australia - Canadá - Chile | - Escocia - Estados Unidos - Fiyi - Francia | - Gales - Inglaterra - Japón - Kenia | - Nueva Zelanda - Rusia - Samoa - Sudáfrica |

## Fase de grupos
- Todos los horarios corresponden al huso horario local: UTC-7.[3]

### Grupo A
| Pos | Países     | Pts | Partidos | Partidos | Partidos | Partidos | Tantos | Tantos | Tantos |
| Pos | Países     | Pts | J        | G        | E        | P        | PF     | PC     | DP     |
| --- | ---------- | --- | -------- | -------- | -------- | -------- | ------ | ------ | ------ |
| 1   | Sudáfrica  | 8   | 3        | 2        | 1        | 0        | 60     | 17     | 43     |
| 2   | Inglaterra | 8   | 3        | 2        | 1        | 0        | 66     | 26     | 40     |
| 3   | Kenia      | 5   | 3        | 1        | 0        | 2        | 45     | 62     | -17    |
| 4   | Chile      | 3   | 3        | 0        | 0        | 3        | 19     | 85     | -66    |

|  | Avanzan a cuartos de final. |

#### Resultados
| 11 de marzo, 10:58 | Inglaterra | 28 - 14 | Kenia | Estadio BC Place, Vancouver |  |
|                    |            | Reporte |       |                             |  |

| 11 de marzo, 11:20 | Sudáfrica | 33 - 0  | Chile | Estadio BC Place, Vancouver |  |
|                    |           | Reporte |       |                             |  |

| 11 de marzo, 14:34 | Inglaterra | 26 - 0  | Chile | Estadio BC Place, Vancouver |  |
|                    |            | Reporte |       |                             |  |

| 11 de marzo, 14:56 | Sudáfrica | 15 - 5  | Kenia | Estadio BC Place, Vancouver |  |
|                    |           | Reporte |       |                             |  |

| 11 de marzo, 18:14 | Kenia | 26 - 19 | Chile | Estadio BC Place, Vancouver |  |
|                    |       | Reporte |       |                             |  |

| 11 de marzo, 18:36 | Sudáfrica | 12 - 12 | Inglaterra | Estadio BC Place, Vancouver |  |
|                    |           | Reporte |            |                             |  |

### Grupo B
| Pos | Países    | Pts | Partidos | Partidos | Partidos | Partidos | Tantos | Tantos | Tantos |
| Pos | Países    | Pts | J        | G        | E        | P        | PF     | PC     | DP     |
| --- | --------- | --- | -------- | -------- | -------- | -------- | ------ | ------ | ------ |
| 1   | Fiyi      | 7   | 3        | 2        | 0        | 1        | 77     | 57     | 20     |
| 2   | Argentina | 7   | 3        | 2        | 0        | 1        | 64     | 64     | 0      |
| 3   | Gales     | 7   | 3        | 2        | 0        | 1        | 61     | 62     | -1     |
| 4   | Samoa     | 3   | 3        | 0        | 0        | 3        | 45     | 64     | -19    |

|  | Avanzan a cuartos de final. |

#### Resultados
| 11 de marzo, 10:14 | Argentina | 24 - 19 | Samoa | Estadio BC Place, Vancouver |  |
|                    |           | Reporte |       |                             |  |

| 11 de marzo, 10:36 | Fiyi | 34 - 19 | Gales | Estadio BC Place, Vancouver |  |
|                    |      | Reporte |       |                             |  |

| 11 de marzo, 13:50 | Argentina | 14 - 21 | Gales | Estadio BC Place, Vancouver |  |
|                    |           | Reporte |       |                             |  |

| 11 de marzo, 14:12 | Fiyi | 19 - 12 | Samoa | Estadio BC Place, Vancouver |  |
|                    |      | Reporte |       |                             |  |

| 11 de marzo, 17:30 | Samoa | 14 - 21 | Gales | Estadio BC Place, Vancouver |  |
|                    |       | Reporte |       |                             |  |

| 11 de marzo, 17:52 | Fiyi | 24 - 26 | Argentina | Estadio BC Place, Vancouver |  |
|                    |      | Reporte |           |                             |  |

### Grupo C
| Pos | Países         | Pts | Partidos | Partidos | Partidos | Partidos | Tantos | Tantos | Tantos |
| Pos | Países         | Pts | J        | G        | E        | P        | PF     | PC     | DP     |
| --- | -------------- | --- | -------- | -------- | -------- | -------- | ------ | ------ | ------ |
| 1   | Estados Unidos | 9   | 3        | 3        | 0        | 0        | 112    | 24     | 88     |
| 2   | Australia      | 7   | 3        | 2        | 0        | 1        | 53     | 43     | 10     |
| 3   | Francia        | 5   | 3        | 1        | 0        | 2        | 57     | 62     | -5     |
| 4   | Japón          | 3   | 3        | 0        | 0        | 3        | 26     | 119    | -93    |

|  | Avanzan a cuartos de final. |

#### Resultados
| 11 de marzo, 9:30 | Australia | 12 - 7  | Francia | Estadio BC Place, Vancouver |  |
|                   |           | Reporte |         |                             |  |

| 11 de marzo, 9:52 | Estados Unidos | 52 - 0  | Japón | Estadio BC Place, Vancouver |  |
|                   |                | Reporte |       |                             |  |

| 11 de marzo, 13:06 | Australia | 36 - 7  | Japón | Estadio BC Place, Vancouver |  |
|                    |           | Reporte |       |                             |  |

| 11 de marzo, 13:28 | Estados Unidos | 31 - 19 | Francia | Estadio BC Place, Vancouver |  |
|                    |                | Reporte |         |                             |  |

| 11 de marzo, 16:46 | Francia | 31 - 19 | Japón | Estadio BC Place, Vancouver |  |
|                    |         | Reporte |       |                             |  |

| 11 de marzo, 17:08 | Estados Unidos | 29 - 5  | Australia | Estadio BC Place, Vancouver |  |
|                    |                | Reporte |           |                             |  |

### Grupo D
| Pos | Países        | Pts | Partidos | Partidos | Partidos | Partidos | Tantos | Tantos | Tantos |
| Pos | Países        | Pts | J        | G        | E        | P        | PF     | PC     | DP     |
| --- | ------------- | --- | -------- | -------- | -------- | -------- | ------ | ------ | ------ |
| 1   | Nueva Zelanda | 9   | 3        | 3        | 0        | 0        | 88     | 26     | 62     |
| 2   | Canadá        | 7   | 3        | 2        | 0        | 1        | 68     | 35     | 33     |
| 3   | Rusia         | 5   | 3        | 1        | 0        | 2        | 17     | 76     | -59    |
| 4   | Escocia       | 3   | 3        | 0        | 0        | 3        | 37     | 73     | -36    |

|  | Avanzan a cuartos de final. |

#### Resultados
| 11 de marzo, 11:42 | Canadá | 28 - 15 | Escocia | Estadio BC Place, Vancouver |  |
|                    |        | Reporte |         |                             |  |

| 11 de marzo, 12:04 | Nueva Zelanda | 40 - 0  | Rusia | Estadio BC Place, Vancouver |  |
|                    |               | Reporte |       |                             |  |

| 11 de marzo, 15:18 | Canadá | 26 - 5  | Rusia | Estadio BC Place, Vancouver |  |
|                    |        | Reporte |       |                             |  |

| 11 de marzo, 15:40 | Nueva Zelanda | 33 - 12 | Escocia | Estadio BC Place, Vancouver |  |
|                    |               | Reporte |         |                             |  |

| 11 de marzo, 18:58 | Escocia | 10 - 12 | Rusia | Estadio BC Place, Vancouver |  |
|                    |         | Reporte |       |                             |  |

| 11 de marzo, 19:20 | Nueva Zelanda | 15 - 14 | Canadá | Estadio BC Place, Vancouver |  |
|                    |               | Reporte |        |                             |  |

## Etapa eliminatoria

### Copa de oro
|  | Cuartos de final | Cuartos de final | Cuartos de final |                |            | Semifinales | Semifinales | Semifinales |                |                | Copa de oro  | Copa de oro  | Copa de oro |  |
|  |                  |                  |                  |                |            |             |             |             |                |                |              |              |             |  |
|  |                  |                  |                  |                |            |             |             |             |                |                |              |              |             |  |
|  | Sudáfrica        | Sudáfrica        | 36               |                |            |             |             |             |                |                |              |              |             |  |
|  | Sudáfrica        | Sudáfrica        | 36               |                |            |             |             |             |                |                |              |              |             |  |
|  | Canadá           | Canadá           | 7                |                |            |             |             |             |                |                |              |              |             |  |
|  | Canadá           | Canadá           | 7                |                | Sudáfrica  | Sudáfrica   | 14          |             |                |                |              |              |             |  |
|  |                  |                  |                  |                | Sudáfrica  | Sudáfrica   | 14          |             |                |                |              |              |             |  |
|  |                  |                  | Estados Unidos   | Estados Unidos | 10         |             |             |             |                |                |              |              |             |  |
|  | Estados Unidos   | Estados Unidos   | Estados Unidos   | Estados Unidos | 10         | 14          |             |             |                |                |              |              |             |  |
|  | Estados Unidos   | Estados Unidos   |                  |                |            |             |             |             |                |                |              |              |             |  |
|  | Argentina        | Argentina        | 12               |                |            |             |             |             |                |                |              |              |             |  |
|  | Argentina        | Argentina        | 12               |                |            |             |             |             |                | Sudáfrica      | Sudáfrica    | 7            |             |  |
|  |                  |                  |                  |                |            |             |             |             |                | Sudáfrica      | Sudáfrica    | 7            |             |  |
|  |                  |                  | Inglaterra       | Inglaterra     | 19         |             |             |             |                |                |              |              |             |  |
|  | Nueva Zelanda    | Nueva Zelanda    | Inglaterra       | Inglaterra     | 19         | 12          |             |             |                |                |              |              |             |  |
|  | Nueva Zelanda    | Nueva Zelanda    |                  |                |            |             |             |             |                |                |              |              |             |  |
|  | Inglaterra       | Inglaterra       | 14               |                |            |             |             |             |                |                |              |              |             |  |
|  | Inglaterra       | Inglaterra       | 14               |                | Inglaterra | Inglaterra  | 40          |             |                | Tercer lugar   | Tercer lugar | Tercer lugar |             |  |
|  |                  |                  |                  |                | Inglaterra | Inglaterra  | 40          |             |                | Tercer lugar   | Tercer lugar | Tercer lugar |             |  |
|  |                  |                  | Fiyi             | Fiyi           | 7          |             |             |             |                |                |              |              |             |  |
|  | Fiyi             | Fiyi             | Fiyi             | Fiyi           | 7          | 28          |             |             | Estados Unidos | Estados Unidos | 24           |              |             |  |
|  | Fiyi             | Fiyi             |                  |                |            |             |             |             | Estados Unidos | Estados Unidos | 24           |              |             |  |
|  | Australia        | Australia        | 10               |                |            |             |             |             |                |                | Fiyi         | Fiyi         | 28          |  |
|  | Australia        | Australia        | 10               |                |            |             |             |             |                |                | Fiyi         | Fiyi         | 28          |  |
|  |                  |                  |                  |                |            |             |             |             |                |                |              |              |             |  |

#### Cuartos de final
| 12 de marzo, 11:08 | Sudáfrica | 36 - 7  | Canadá | Estadio BC Place, Vancouver |  |
|                    |           | Reporte |        |                             |  |

| 12 de marzo, 11:30 | Estados Unidos | 14 - 12 | Argentina | Estadio BC Place, Vancouver |  |
|                    |                | Reporte |           |                             |  |

| 12 de marzo, 11:52 | Nueva Zelanda | 12 - 14 | Inglaterra | Estadio BC Place, Vancouver |  |
|                    |               | Reporte |            |                             |  |

| 12 de marzo, 12:14 | Fiyi | 28 - 10 | Australia | Estadio BC Place, Vancouver |  |
|                    |      | Reporte |           |                             |  |

#### Semifinales
| 12 de marzo, 15:08 | Sudáfrica | 14 - 10 | Estados Unidos | Estadio BC Place, Vancouver |  |
|                    |           | Reporte |                |                             |  |

| 12 de marzo, 15:30 | Inglaterra | 40 - 7  | Fiyi | Estadio BC Place, Vancouver |  |
|                    |            | Reporte |      |                             |  |

#### Tercer puesto
| 12 de marzo, 17:52 | Estados Unidos | 24 - 28 | Fiyi | Estadio BC Place, Vancouver |  |
|                    |                | Reporte |      |                             |  |

#### Final
| 12 de marzo, 18:19 | Sudáfrica | 7 - 19  | Inglaterra | Estadio BC Place, Vancouver |  |
|                    |           | Reporte |            |                             |  |

| Bandera de Inglaterra  |
| Campeón Inglaterra     |
| 2º título del circuito |

### Copa de plata
|  | Semifinales   | Semifinales   | Semifinales   |               |           | Copa de plata | Copa de plata | Copa de plata |  |
|  |               |               |               |               |           |               |               |               |  |
|  |               |               |               |               |           |               |               |               |  |
|  | Canadá        | Canadá        | 5             |               |           |               |               |               |  |
|  | Canadá        | Canadá        | 5             |               |           |               |               |               |  |
|  | Argentina     | Argentina     | 12            |               |           |               |               |               |  |
|  | Argentina     | Argentina     | 12            |               | Argentina | Argentina     | 14            |               |  |
|  |               |               |               |               | Argentina | Argentina     | 14            |               |  |
|  |               |               | Nueva Zelanda | Nueva Zelanda | 17        |               |               |               |  |
|  | Nueva Zelanda | Nueva Zelanda | Nueva Zelanda | Nueva Zelanda | 17        | 21            |               |               |  |
|  | Nueva Zelanda | Nueva Zelanda |               |               |           | 21            |               |               |  |
|  | Australia     | Australia     | 0             |               |           |               |               |               |  |
|  | Australia     | Australia     | 0             |               |           |               |               |               |  |
|  |               |               |               |               |           |               |               |               |  |

### Copa de bronce
|  | Eliminatoria | Eliminatoria | Eliminatoria |       |       | Semifinales | Semifinales | Semifinales |  |       | Copa de bronce | Copa de bronce | Copa de bronce |  |
|  |              |              |              |       |       |             |             |             |  |       |                |                |                |  |
|  |              |              |              |       |       |             |             |             |  |       |                |                |                |  |
|  | Kenia        | Kenia        | 19           |       |       |             |             |             |  |       |                |                |                |  |
|  | Kenia        | Kenia        | 19           |       |       |             |             |             |  |       |                |                |                |  |
|  | Escocia      | Escocia      | 17           |       |       |             |             |             |  |       |                |                |                |  |
|  | Escocia      | Escocia      | 17           |       | Kenia | Kenia       | 7           |             |  |       |                |                |                |  |
|  |              |              |              |       | Kenia | Kenia       | 7           |             |  |       |                |                |                |  |
|  |              |              | Samoa        | Samoa | 26    |             |             |             |  |       |                |                |                |  |
|  | Francia      | Francia      | Samoa        | Samoa | 26    | 21          |             |             |  |       |                |                |                |  |
|  | Francia      | Francia      |              |       |       |             |             |             |  |       |                |                |                |  |
|  | Samoa        | Samoa        | 26           |       |       |             |             |             |  |       |                |                |                |  |
|  | Samoa        | Samoa        | 26           |       |       |             |             |             |  | Samoa | Samoa          | 12             |                |  |
|  |              |              |              |       |       |             |             |             |  | Samoa | Samoa          | 12             |                |  |
|  |              |              | Gales        | Gales | 19    |             |             |             |  |       |                |                |                |  |
|  | Rusia        | Rusia        | Gales        | Gales | 19    | 0           |             |             |  |       |                |                |                |  |
|  | Rusia        | Rusia        |              |       |       |             |             |             |  |       |                |                |                |  |
|  | Chile        | Chile        | 10           |       |       |             |             |             |  |       |                |                |                |  |
|  | Chile        | Chile        | 10           |       | Chile | Chile       | 5           |             |  |       |                |                |                |  |
|  |              |              |              |       | Chile | Chile       | 5           |             |  |       |                |                |                |  |
|  |              |              | Gales        | Gales | 14    |             |             |             |  |       |                |                |                |  |
|  | Gales        | Gales        | Gales        | Gales | 14    | 33          |             |             |  |       |                |                |                |  |
|  | Gales        | Gales        |              |       |       |             |             |             |  |       |                |                |                |  |
|  | Japón        | Japón        | 0            |       |       |             |             |             |  |       |                |                |                |  |
|  | Japón        | Japón        | 0            |       |       |             |             |             |  |       |                |                |                |  |
|  |              |              |              |       |       |             |             |             |  |       |                |                |                |  |

### Copa shield
|  | Semifinales | Semifinales | Semifinales |       |         | Copa shield | Copa shield | Copa shield |  |
|  |             |             |             |       |         |             |             |             |  |
|  |             |             |             |       |         |             |             |             |  |
|  | Escocia     | Escocia     | 28          |       |         |             |             |             |  |
|  | Escocia     | Escocia     | 28          |       |         |             |             |             |  |
|  | Francia     | Francia     | 21          |       |         |             |             |             |  |
|  | Francia     | Francia     | 21          |       | Escocia | Escocia     | 24          |             |  |
|  |             |             |             |       | Escocia | Escocia     | 24          |             |  |
|  |             |             | Japón       | Japón | 19      |             |             |             |  |
|  | Rusia       | Rusia       | Japón       | Japón | 19      | 0           |             |             |  |
|  | Rusia       | Rusia       |             |       |         | 0           |             |             |  |
|  | Japón       | Japón       | 21          |       |         |             |             |             |  |
|  | Japón       | Japón       | 21          |       |         |             |             |             |  |
|  |             |             |             |       |         |             |             |             |  |

## Posiciones finales
| Pos               | Equipo         |
| ----------------- | -------------- |
| Medalla de oro    | Inglaterra     |
| 2                 | Sudáfrica      |
| 3                 | Fiyi           |
| 4                 | Estados Unidos |
| Medalla de plata  | Nueva Zelanda  |
| 6                 | Argentina      |
| 7                 | Canadá         |
| 7                 | Australia      |
| Medalla de bronce | Gales          |
| 10                | Samoa          |
| 11                | Kenia          |
| 11                | Chile          |
| 13                | Escocia        |
| 14                | Japón          |
| 15                | Francia        |
| 15                | Rusia          |